# Ботия, Альберто
Альберто Томас Ботия Рабаско (исп. Alberto Tomás Botía Rabasco; род. 27 января 1989[…], Алькериас, Мурсия) — испанский футболист, центральный защитник грецеского клуба «Кифисья».

## Карьера

### Клубная
Начинал заниматься футболом в клубах родной Мурсии. В 2003 году перешёл в юношескую команду «Барселоны». 30 мая 2009 дебютировал в основном составе клуба в последнем матче сезона против «Депортиво».
14 июля 2009 перешёл в хихонский «Спортинг» на правах аренды на один сезон. Через год игрок подписал контракт со «Спортингом» на четыре года, в первые три из которых «Барселона» имеет первоочередное право выкупа игрока.

### В сборной
На молодёжном чемпионате Европы по футболу 2011 отыграл все матчи без замен и помог своей команде выиграть звание чемпионов.
25 августа 2011 главный тренер сборной Испании Висенте дель Боске включил Ботию в список игроков, вызванных для участия в товарищеском матче против сборной Чили и в отборочном матче к Евро-2012 против сборной Лихтейштейна, но на поле он так и не вышел.

## Достижения
«Олимпиакос» (Пирей)
- Чемпион Греции: 2014/15, 2015/16
- Обладатель Кубка Греции: 2014/15